# Biais de Malmquist
Le biais de Malmquist est un effet en astronomie d’observation qui conduit à la détection préférentielle d’objets intrinsèquement lumineux. 
Il a été décrit pour la première fois en 1922 par l'astronome suédois Gunnar Malmquist (1893-1982), qui a ensuite beaucoup développé cet ouvrage en 1925,. 
En statistiques, ce biais est appelé biais de sélection et affecte les résultats de l'enquête dans une enquête à luminosité limitée, où les étoiles d'une luminosité apparente inférieure à un certain seuil ne sont pas incluses. Étant donné que les étoiles et les galaxies observées deviennent moins lumineuses plus loin, la luminosité mesurée diminue avec la distance jusqu'à ce que leur luminosité tombe en dessous du seuil d'observation. Les objets plus lumineux, ou intrinsèquement plus lumineux, peuvent être observés à une distance plus grande, créant une fausse tendance d'augmentation de la luminosité intrinsèque et d'autres grandeurs associées, avec la distance. Cet effet a conduit à de nombreuses revendications fallacieuses dans le domaine de l'astronomie. Corriger correctement ces effets est devenu un sujet de grande focalisation.